# Трахтенберг, Рейчел
Ре́йчел Сейдж-Пина Трахтенберг (англ. Rachel Sage Piña-Trachtenburg; род. 10 декабря 1993) — американская певица, актриса, модель, телерадиоведущая и диск-жокей.
С 2001 по 2011 год Рейчел была барабанщицей и бэк-вокалисткой Trachtenburg Family Slideshow Players — семейной группы, которая помимо неё самой состояла из её родителей — Джейсона и Тины. С 2009 по 2013 годы была ведущей вокалисткой группы Supercute!. Кроме того, Трахтенберг также работает моделью; имеет контракт с брендом Elite Model Management; ведёт ток-шоу «Прогрессивная радиосеть Гэри Нулла» (англ. Gary Null’s Progressive Radio Network), а также снимается в кино.

## Ранняя жизнь
Трахтенберг родилась в Сиэтле, штат Вашингтон и была единственным ребёнком в семье Джейсона и Тины Трахтенбергов; по отцовской линии Рейчел имеет еврейские корни, а по материнской — мексиканские. Джейсон был музыкантом и играл в местной группе The Terriers, а Тина занималась бизнесом по выгулу домашних собак. Когда Рейчел было шесть лет, Джейсон записал её в школу игры на ударных, где она брала уроки у учителя и музыканта Стива Смита.

## Музыкальная карьера
В начале карьеры Трахтенберг играла на губной гармошке (а затем на ударных) в семейной группе Family Slideshow Players. В 2000 и 2001 годах группа базировалась в Сиэтле, пока в 2002 году не перебралась в Нью-Йорк, чтобы приобрести более широкую аудиторию слушателей. С 2003 по 2008 годы Рейчел и её родители давали гастроли по всей Америке и Европе. Всё это время Трахтенберг была на домашнем обучении. Группа распалась в 2011 году. Вскоре после распада Slideshow Players, Трахтенберг вместе со своей подругой и соавтором Джулией Камминг создала новую группу — Supercute!. Музыкальный стиль коллектива сочетал в себе элементы инди и психоделического попа. За недолгое время своего существования группа дважды давала концерты в Европе и Северной Америке, разогревала Кейт Нэш и несколько раз меняла свой состав и музыкальное направление. Группа прекратила своё существование в 2013 году, когда каждая из участниц начала свои сольные проекты.
Ещё в 2003 году Трахтенберг временно подменяла бас-гитаристов в группах King Missile и Schwervon!. Также она вместе с Джулией Каммил образовала дуэт, который перепевал песни Терри Тиншела и Гари Глиттера. Ещё одним проектом Рейчел является группа The Prettiots — инди-поп трио, состоящее из вокалистки Кей Голдберг и басистки Лулу Прат (ранее Care Bears on Fire и Supercute!) и её самой в качестве барабанщицы. Также она играет на барабанах в гараж-рок-группе Larry and the Babes. На данный момент на счету у коллектива один мини-альбом и два сингла.

### Сольная карьера
В 2004 году Трахтенберг участвовала в качестве бэк-вокалистки в записи трека «Secrets» альбома Today анти-фолкового музыканта Лача. В 2009 году для пилотного выпуска своей телепрограммы она записала кавер-версию песни Pink Floyd «Gnome» и свою собственную песню «Pigeon Song». Эти песни часто звучали в качестве музыкальной темы для её различных телешоу. После ухода из Supercute! в 2013 году Рейчел всё больше времени уделяет своей сольной карьере. В 2014 году она записала и выпустила свой первый сольный сингл «I Like to Be Alone», который вошёл в её дебютный мини-альбом DayDream Time Machine.

## Прочие проекты
У Рейчел Трахтенберг имеется контракт с агентством Elite Model Management, в 2012 году она снималась в рекламе фотомодельного агентства Lanvin Paris. Вдохновляется модой 60-х-70-х годов и носит одежду, изготовленную своей матерью или купленную в секонд-хенде и магазинах винтажной одежды. Актёрский дебют Трахтенберг состоялся в 2004 году, в возрасте 10 лет, когда она снялась в коротком инди-фильме «С днём рождения» (англ. Happy Birthday), где исполнила роль девушки по имени Лиза. Затем в 2009 году она снялась в пилотном выпуске детской телевизионной передачи «Домашний мир Рейчел Трахтенберг» (англ. Rachel Trachtenburg’s Homemade World), который так и не был показан.

## Личная жизнь
Трахтенберг, как и её родители, является вегетарианкой.

### Политические взгляды
После выселения из дома в Ист-Виллидж, Трахтенберг вместе со своими родителями и несколькими близкими друзьями приняла участие в слушаниях за сохранение сроков ограничения мэрских полномочий. Трахтенберг высказывалась в адрес мэра Нью-Йорка, Майкла Блумберга, критикуя его за трату средств налогоплательщиков на «Нью-Йорк Янкис» и перемещение паркового фонтана. Она выступила с речью в мэрии. 30 января 2009 года Рейчел и её родители вновь отправились в мэрию, чтобы высказаться против извозчиков конных экипажей, которые, по её мнению, истязают лошадей. 10 августа 2010 года Трахтенберг, её мать Тина и её подруга и бывшая коллега по Supercute! Джулия Камминг вместе с другими митингующими выступали перед домом мэра Блумберга в знак протеста против отравления газами канадских гусей.
С мая 2011 года Рейчел ведёт собственное часовое радиошоу в интернете на Progressive Radio Network под названием «Pure Imagination», ориентированное на подростков и молодёжь. Соведущей Рейчел выступает художница Саша Фролова, сменившая на этом посту Джулию Камминг. Рейчел и Саша, непосредственно в студии или же по телефону, обсуждают с гостями шоу искусство, молодёжную культуру и политику.

## В популярной культуре
- В 2003 году певец и политик Кристофер Икс Бродер[англ.] (также известный под псевдонимом Touching You) сочинил о Трахтенберг песню под названием «May I Have Your Hand, Rachel Trachtenburg?» (с англ. — «Позвольте вашу руку, Рейчел Трахтенберг?»). Позднее в 2011 году, он посвятил ей ещё одну песню «I RESCIND MY PROPOSAL, RACHEL TRACHTENBURG!» (с англ. — «Я отозвал своё предложение, Рейчел Трахтенберг!»)[16].
- В марте 2004 года Рейчел попала на обложку журнала Time Out New York Kids[англ.].
- Также Трахтенберг и её родители появились в эпизодической роли в клипе Моби на песню «New York, New York», снятого режиссёром Джен Миллер[англ.], которая была близким другом семьи.
- В 2006 году семья Рейчел снялась в документальном фильме The Trachtenburg Family Slideshow Players: Off & On Broadway[англ.].

## Дискография

### EP
- DayDream Time Machine (2014)

### Саундтреки
- Rachel Trachtenburg’s Homemade World (2009)

### Синглы
- «I Like to Be Alone» (2014)